# Instituto de Arte Contemporáneo (Miami)

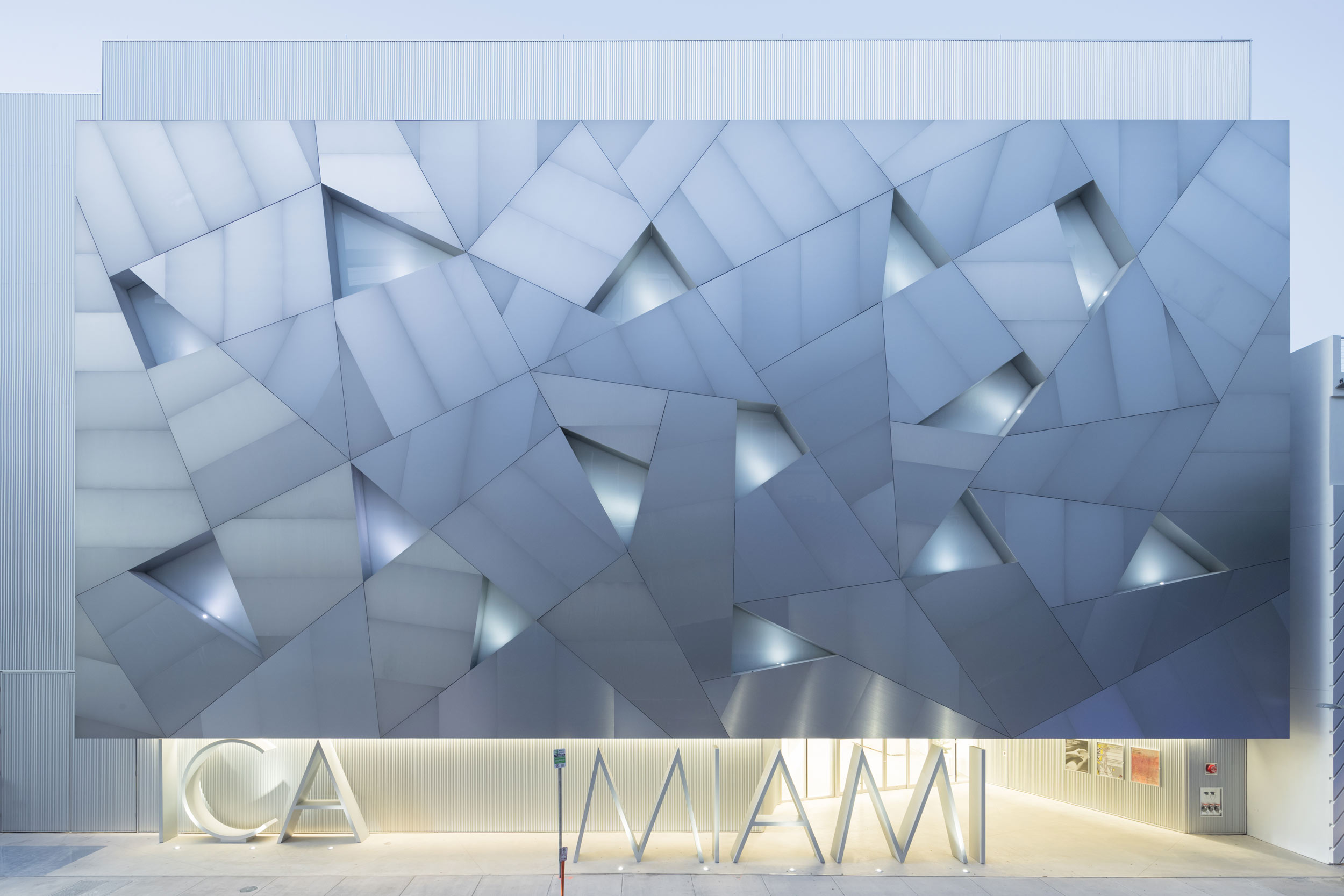
Vista delantera del Instituto de Arte Contemporáneo de Miami.

El Instituto de Arte Contemporáneo de Miami (en inglés: Institute of Contemporary Art, Miami), también conocido como ICA Miami, es un museo de arte contemporáneo situado en el Miami Design District de Miami (Florida, Estados Unidos).

## Historia
El Instituto de Arte Contemporáneo fue inaugurado por primera vez en 1996 como parte del Museo de Arte Contemporáneo en un edificio diseñado por Charles Gwathmey. El Museo de Arte Contemporáneo permanece en su ubicación inicial en North Miami. En 2014, debido a cuestiones de zonificación, la junta del museo demandó al Ayuntamiento por su derecho a trasladarse, lo que condujo a la creación del Instituto de Arte Contemporáneo en 2017 en su sede actual en el Miami Design District. En 2024, el museo compró la antigua sede de la contigua Colección de la Cruz de Arte Contemporáneo por 25 millones de dólares, lo que añadió 3000 m² de espacio para exposiciones. Esta adquisición fue financiada por contribuciones de decenas de filántropos del sur de la Florida, incluido el promotor y cofundador del Design District, Craig Robins.

## Arquitectura
Financiado por Norman Braman y su esposa, quien sigue siendo copresidenta de la junta directiva del ICA, el diseño arquitectónico del edificio constituye una parte integral de la reputación del museo. Diseñado en 2017 por el estudio de arquitectura español Aranguren & Gallegos, el edificio fue concebido para imitar una «caja mágica» con su textura brillante y geométrica, y contiene 3480 m² de espacio. Con tres plantas y 2000 m² de galerías, que albergan varias exposiciones y la colección permanente del museo, así como un jardín de esculturas en la parte posterior, la estructura bordea el barrio residencial contiguo al Design District. El lado posterior del edificio tiene ventanas para permitir que la luz solar entre en él, y para que los visitantes puedan ver el jardín de esculturas que se encuentra debajo de las hileras de ventanas. El jardín de esculturas tiene 1500 m² y contiene obras de Mark Handforth, Abigail DeVille, Allora & Calzadilla y Pedro Reyes. El edificio fue concebido como una especie de imán, tanto literalmente como en sentido figurado. No solo la idea de atraer al público con un diseño geométrico era importante para el concepto, sino que la propia fachada del edificio se puede comparar con el material liso y gris de cualquier imán.

## Colección permanente
Al igual que gran parte de las obras de arte del museo, la colección permanente del Instituto de Arte Contemporáneo de Miami refleja los esfuerzos por exponer el nuevo talento, al mismo tiempo que también exhibe la obra de muchos artistas consagrados. La colección incluye obras de muchos artistas diferentes, incluidos Rita Ackermann, Francis Alÿs, Hernan Bas, Louise Bourgeois, William Copley, Ann Craven, José Antonio Hernández-Díez, Inka Essenhigh, Mark Handforth, Jim Hodges, Nancy y Edward Kienholz, Guillermo Kuitca, Zoe Leonard, John Miller, Malcolm Morley, Chris Ofili, Gabriel Orozco, Enoc Perez, Raymond Pettibon, Robert Therrien, Gisela McDaniel y James Turrell.

## Exposiciones
Tras su inauguración en diciembre de 2017, el Instituto de Arte Contemporáneo de Miami proporcionó otra plataforma de exposiciones para Art Basel Miami, una atracción cultural de la ciudad aclamada por la crítica. En la inauguración se expusieron obras de varios artistas, como Abigail DeVille, Tomm el-Saieh, Senga Nengudi, Edward y Nancy Kienholz y Hélio Oiticica. Además, el ICA presentó The Everywhere Studio, una exposición organizada por Alex Gartenfeld, el director artístico del museo, Gean Moreno, el conservador de programas del museo, y Stephanie Seidel. The Everywhere Studio fue considerada la parte más destacable de la inauguración del museo, y exhibió más de cien obras de más de cincuenta artistas diferentes que abarcaban las últimas cinco décadas. La exposición se hizo conocida por su mezcla de artistas consagrados y desconocidos y por la amplia variedad de épocas y lugares explorados. Se expusieron obras de Pablo Picasso y Roy Lichtenstein, artistas célebres de mediados del siglo xx, junto con las de artistas mucho menos conocidos de Miami.
Desde su inauguración, el museo ha albergado muchas exposiciones diferentes. En abril de 2018, Donald Judd fue representado en Donald Judd: Paintings («Donald Judd: cuadros»), una exposición que exhibió catorce cuadros de Judd realizados entre 1959 y 1961. En ese mismo mes, abrieron al público exposiciones de Walter Darby Bannard y Francis Alÿs. En mayo de 2018, el ICA Miami se centró en Diamond Stingily en la primera exposición en solitario del artista, Diamond Stingily: Life In My Pocket («Diamond Stingily: la vida en mi bolsillo»), una exposición multimedia que atrajo a grandes multitudes en su inauguración. Al mismo tiempo, abrió una exposición de la obra de Terry Adkins, Terry Adkins: Infinity Is Always Less Than One («Terry Adkins: el infinito siempre es menos que uno»), con más de cincuenta obras de toda la trayectoria del artista. En julio de 2018 abrió al público la exposición de Sondra Perry, Sondra Perry: Typhoon Coming On («Sondra Perry: se acerca un tifón»), que utilizaba diferentes medios para «explorar la intersección de la identidad negra, la cultura digital y el poder». También en julio de 2018, el ICA Miami creó un espacio para obras de Louise Bourgeois. Una de las obras de la artista ya estaba en la colección permanente del museo, pero esta exposición se centraba en otras esculturas notables de Bourgeois. A principios de noviembre de 2018, el ICA Miami organizó la exposición de Manuel Solano, Manuel Solano: I Don't Wanna Wait For Our Lives To Be Over («Manuel Solano: no quiero esperar a que nuestras vidas se acaben»). Larry Bell: Time Machine («Larry Bell: máquina del tiempo»), también inaugurada en noviembre, explora muchas de las obras de Larry Bell, desde sus primeras obras hasta las esculturas y obras de vidrio por las que habitualmente es conocido.

## Programas
Además de las exposiciones organizadas a través de varias plataformas artísticas, el Instituto de Arte Contemporáneo de Miami también es conocido por los diferentes programas y servicios que proporciona. ICA Ideas se basa en las exposiciones abiertas al público en cada momento para organizar diferentes clases y charlas, proporcionando una plataforma para actuaciones adicionales. Mediante este programa, por ejemplo, Charles Gaines compuso una pieza musical para los visitantes del museo titulada A Visual Recital. ICA Speaks es otro de los programas del museo, que invita a artistas asociados a dar charlas u organizar conferencias sobre las obras expuestas en la colección permanente. Se han organizado paneles y discursos de artistas como Mark Handforth y Hernan Bas con el objetivo de proporcionar explicaciones e implicar a la audiencia. ICA Performs consiste en varios programas de danza, teatro y otras artes escénicas que se llevan a cabo en varias partes del museo. El museo ha colaborado con escenógrafos como Michael Clark y Trisha Brown para proporcionar actuaciones en directo a sus visitantes. Por último, ICA Residents es un programa inaugural dedicado a la presentación de músicos locales. Sus diferentes eventos se organizaron en asociación con el Miami Music Club y se basaban en la idea de emparejar artistas locales de Miami con artistas no locales. Entre los cabezas de cartel estaban artistas como Drew McDowall, Via App y Profligate.

## Gestión
Ellen Salpeter asumió el cargo de directora del museo en diciembre de 2015, supervisando la construcción de su actual sede permanente. A principios de 2018, Ellen Salpeter renunció. Ocupando el lugar de Salpeter, Alex Gartenfeld, el subdirector y conservador jefe, se convirtió en el nuevo director en 2018, mientras Tommy Ralph Pace asumió el cargo de subdirector. Gartenfeld también es conocido por su obra en el New Museum, donde organizó la Trienal de 2018.